# النا تونتا
النا تونتا (ایتالیایی: Elena Tonetta؛ زادهٔ ۸ ژوئن ۱۹۸۸) کماندار زن اهل ایتالیا است.